# リンツ地方線
リンツ地方線（リンツちほうせん、ドイツ語: Linzer Lokalbahn）は、シュターン・ハッファール旅客交通の鉄道線の名称である。路線番号は143。

## 運行形態
全て各駅停車。曜日毎にダイヤが異なる。

### 平日
下記3系統が、それぞれ1時間間隔で運行する。ニーダーシュパヒンク発着の便は、リンツ方面と接続するダイヤで運行される。
- リンツ～ポイアーバッハ
- リンツ～ノイマルクト　　（午前中は、リンツ～エーファーディンクと、ニーダーシュパヒンク～ノイマルクトの区間運転に分かれる）
- ニーダーシュパヒンク～ポイアーバッハ　（午前中は運行無し）

### 土曜日
- 普通
下記2系統が、それぞれ1時間間隔で運行する。リンツ方面とノイマルクト方面は早朝のみ設定されている（ただし、ヴァイツェンキルヒェン以西のみ）。
・リンツ～ポイアーバッハ
・ニーダーシュパヒンク～ノイマルクト（2時間間隔での運行）
- 過去の運行種別
2016年以前は、快速「レギオナルエクスプレス(REX)」がノイマルクト→ポイアーバッハ間に片道1本のみ運行していた。途中停車駅は、ペッティンク、ニーダーシュパヒンクのみ。

### 休日
下記3系統が、それぞれ2時間間隔で運行する。リンツ方面とノイマルクト方面を直通する便は無いが、ニーダーシュパヒンクで接続している。
- リンツ～エーファーディンク
- リンツ～ポイアーバッハ
- ポイアーバッハ～ノイマルクト

## 駅一覧
以下では、リンツ地方線の駅と営業キロ、停車列車、接続路線などを一覧表で示す。なお、全て各駅停車である。

### リンツ～ポイアーバッハ間
| 路線名 | 駅名                                           | 駅間営業キロ | 累計営業キロ | R/S | 接続路線                                                                   | 所在地                   | 所在地               |
| ------ | ---------------------------------------------- | ------------ | ------------ | --- | -------------------------------------------------------------------------- | ------------------------ | -------------------- |
| 143    | リンツ本駅                                     | -            | 0.0          | ■   | 100号線（ウィーン方面） 140号線（キルヒドルフ方面）、141号線（プラハ方面） | オーバーエスターライヒ州 | リンツ市             |
| 143    | 下ガウムベルク駅                               | 1.8          | 1.8          | ■   |                                                                            | オーバーエスターライヒ州 | リンツ市             |
| 143    | レーオンディンク地方線駅                       | 2.2          | 4.0          | ■   | 101号線（ザルツブルク方面）                                                | オーバーエスターライヒ州 | リンツラント郡       |
| 143    | シュトラスフェルト駅                           | 0.7          | 4.7          | ■   |                                                                            | オーバーエスターライヒ州 | リンツラント郡       |
| 143    | ベルクハム駅                                   | 0.4          | 5.1          | ■   |                                                                            | オーバーエスターライヒ州 | リンツラント郡       |
| 143    | アム・デュアヴェク駅                           | 0.7          | 5.8          | ■   |                                                                            | オーバーエスターライヒ州 | リンツラント郡       |
| 143    | ルフリンク駅                                   | 0.3          | 6.1          | ■   |                                                                            | オーバーエスターライヒ州 | リンツラント郡       |
| 143    | デルンバッハ・ヒッツィンク駅                   | 1.7          | 7.8          | ■   |                                                                            | オーバーエスターライヒ州 | リンツラント郡       |
| 143    | トゥルンハーティンク駅                         | 1.5          | 9.3          | ■   |                                                                            | オーバーエスターライヒ州 | リンツラント郡       |
| 143    | キルヒベルク・テューアナウ駅                   | 1.8          | 11.1         | ■   |                                                                            | オーバーエスターライヒ州 | リンツラント郡       |
| 143    | シュトラスハム・シェーネリンク駅               | 1.7          | 12.8         | ■   |                                                                            | オーバーエスターライヒ州 | エーファーディンク郡 |
| 143    | ヴェーアガッセ駅                               | 1.3          | 14.1         | ■   |                                                                            | オーバーエスターライヒ州 | エーファーディンク郡 |
| 143    | アルコフェン駅                                 | 1.5          | 15.6         | ■   |                                                                            | オーバーエスターライヒ州 | エーファーディンク郡 |
| 143    | アルコフェン学校駅                             | 0.9          | 16.5         | ■   |                                                                            | オーバーエスターライヒ州 | エーファーディンク郡 |
| 143    | シュトラス・エムリンク駅                       | 1.7          | 18.2         | ■   |                                                                            | オーバーエスターライヒ州 | エーファーディンク郡 |
| 143    | フラーアム駅                                   | 3.3          | 21.5         | ■   |                                                                            | オーバーエスターライヒ州 | エーファーディンク郡 |
| 143    | 下ヒリングラー駅                               | 1.1          | 22.6         | ■   |                                                                            | オーバーエスターライヒ州 | エーファーディンク郡 |
| 143    | エーファーディンク工業団地駅                   | 1.2          | 23.8         | ■   |                                                                            | オーバーエスターライヒ州 | エーファーディンク郡 |
| 143    | エーファーディンク駅                           | 0.5          | 24.3         | ■   | 152号線（アーシャハ方面、ヴェルス方面）                                    | オーバーエスターライヒ州 | エーファーディンク郡 |
| 143    | シュパーネック駅                               | 2.8          | 27.1         | ■   |                                                                            | オーバーエスターライヒ州 | エーファーディンク郡 |
| 143    | ヴァッカースバッハ駅                           | 1.3          | 28.4         | ■   |                                                                            | オーバーエスターライヒ州 | エーファーディンク郡 |
| 143    | キルンベルク駅                                 | 1.1          | 29.5         | ■   |                                                                            | オーバーエスターライヒ州 | エーファーディンク郡 |
| 143    | クストッケト駅                                 | 1.4          | 30.9         | ■   |                                                                            | オーバーエスターライヒ州 | エーファーディンク郡 |
| 143    | クシュナーレト駅                               | 1.6          | 32.5         | ■   |                                                                            | オーバーエスターライヒ州 | エーファーディンク郡 |
| 143    | プラッツドルフ・ダクスベルク駅                 | 1.0          | 33.5         | ■   |                                                                            | オーバーエスターライヒ州 | エーファーディンク郡 |
| 143    | プランバッハキルヒェン・バト・ヴァインベルク駅 | 2.6          | 36.1         | ■   |                                                                            | オーバーエスターライヒ州 | エーファーディンク郡 |
| 143    | マンツィンク・プランバッハ駅                   | 2.0          | 38.1         | ■   |                                                                            | オーバーエスターライヒ州 | グリースキルヒェン郡 |
| 143    | シュアラー・プランバッハ駅                     | 2.1          | 40.2         | ■   |                                                                            | オーバーエスターライヒ州 | グリースキルヒェン郡 |
| 143    | ホホシャーテン駅                               | 1.5          | 41.7         | ■   |                                                                            | オーバーエスターライヒ州 | グリースキルヒェン郡 |
| 143    | ヴァイツェンキルヒェン駅                       | 0.6          | 42.3         | ■   |                                                                            | オーバーエスターライヒ州 | グリースキルヒェン郡 |
| 143    | ヴィラースドルフ・アン・デア・アーシャハ駅     | 1.7          | 44.0         | ■   |                                                                            | オーバーエスターライヒ州 | グリースキルヒェン郡 |
| 143    | ニーダーシュパヒンク駅                         | 1.7          | 45.7         | ■   | ノイマルクト方面                                                           | オーバーエスターライヒ州 | グリースキルヒェン郡 |
| 143    | ポイアーバッハ駅                               | 3.6          | 49.3         | ■   |                                                                            | オーバーエスターライヒ州 | グリースキルヒェン郡 |

### ノイマルクト～ニーダーシュパヒンク間
| 路線名 | 駅名                                     | 駅間営業キロ | 累計営業キロ | R | 接続路線                                                         | 所在地                   | 所在地               |
| ------ | ---------------------------------------- | ------------ | ------------ | - | ---------------------------------------------------------------- | ------------------------ | -------------------- |
| 143    | ノイマルクト・カルハム駅                 | -            | 0.0          | ■ | 150号線（ヴェルス/ニュルンベルク方面） 151号線（ブラウナウ方面） | オーバーエスターライヒ州 | グリースキルヒェン郡 |
| 143    | クレット駅                               | 1.0          | 1.0          | ■ |                                                                  | オーバーエスターライヒ州 | グリースキルヒェン郡 |
| 143    | シュトラスホフ・アン・デア・アーシャハ駅 | 1.2          | 2.2          | ● |                                                                  | オーバーエスターライヒ州 | グリースキルヒェン郡 |
| 143    | オーバーアシャハ駅                       | 0.5          | 2.7          | ● |                                                                  | オーバーエスターライヒ州 | グリースキルヒェン郡 |
| 143    | ペッティンク駅                           | 0.9          | 3.6          | ■ |                                                                  | オーバーエスターライヒ州 | グリースキルヒェン郡 |
| 143    | プランベッケンホフ駅                     | 1.4          | 5.0          | ■ |                                                                  | オーバーエスターライヒ州 | グリースキルヒェン郡 |
| 143    | シュテファンスドルフ駅                   | 1.8          | 6.8          | ● |                                                                  | オーバーエスターライヒ州 | グリースキルヒェン郡 |
| 143    | イツリンク駅                             | 0.8          | 7.6          | ● |                                                                  | オーバーエスターライヒ州 | グリースキルヒェン郡 |
| 143    | ニーダーシュパヒンク駅                   | 1.6          | 9.2          | ■ | リンツ方面、ポイアーバッハ方面                                   | オーバーエスターライヒ州 | グリースキルヒェン郡 |